# Cloister Mountains
Cloister Mountains är en bergskedja i Kanada.   Den ligger i provinsen Alberta, i den centrala delen av landet, 3 100 km väster om huvudstaden Ottawa.
Cloister Mountains sträcker sig 36 km i nord-sydlig riktning. Den högsta punkten är 3 279 meter över havet.
Topografiskt ingår följande toppar i Cloister Mountains:
- Afternoon Peak
- Longview Mountain
- Mount McDonald
- Mount Stewart
- Obstruction Mountain

I omgivningarna runt Cloister Mountains växer i huvudsak barrskog. Trakten runt Cloister Mountains är nära nog obefolkad, med mindre än två invånare per kvadratkilometer.